# Церква Різдва Пресвятої Богородиці (Крюково)
Церква Різдва Пресвятої Богородиці  (рос. Церковь Рождества Пресвятой Богородицы) — православний храм, побудований в 1902 році біля хутора Крюково Голодаївської волості Таганрозького округу Області Війська Донського Російської імперії.
Адреса: 346951, Ростовська область, Куйбишевський район, Крюково.

## Історія
Церква Різдва Пресвятої Богородиці, що розташована на околиці хутора, побудована в 1902 році на пожертвування вдови відставного підполковника Крюкової Раїси Петрівни та односельців.
Престол у ній один в честь Різдва Пресвятої Богородиці. Церква не закривалася до 1960 року. У 1960 році все церковне майно було передано парафії всіх святих Ростова-на-Дону через члена церковних зборів приходу Петра Васильовича Варшавського. Згодом, після закриття храму, тут зберігалося зерно. Частина апсиди була розвалена. На її місці були встановлені залізні ворота, через які ввозилося зерно. Куполи зруйновані і всю будівлю було приведено в запустіння.
З 1984 року в храмі Різдва Пресвятої Богородиці почали зберігати отрутохімікати, запах яких відчувається і до сьогодні. Відкрилася церква в 1997 році з благословення архієпископа Ростовського і Новочеркаського Пантелеймона. З цього року почалося відновлення храму. В храмі постелені дерев'яна підлога та встановлені вікна, проводиться розпис стін.
Відновлення храму:
- 2000 - постелено дерев'яну підлогу і встановлені вікна.
- 2001 - поштукатурено внутрішнє приміщення.
- 2002 - установка різьбленого і писаного іконостасу та покриття території навколо храму асфальтом.
- 2003 - установка центрального купола.
- 2004 - встановлення куполу дзвіниці і придбання дзвонів.
- 2005 - газифікація і запуск парового опалення [1].
- 2006 - огородження території приходу кам'яним парканом.
- 2007 - будівництво недільної школи та трапезної [1].
- 2008 - фарбування куполів і оновлення зовнішніх стін будівлі храму піскоструєм.
- 2009 - підготовка стін під розпис.
- 2010-2012 - проводиться розпис стін храму.

Настоятель храму Різдва Пресвятої Богородиці ієрей Павло Борцов.